# روبرت ووكر (موسيقي)
روبرت ووكر (بالإنجليزية: Robert Walker)‏ هو موسيقي أمريكي، ولد في 19 فبراير 1937 في كلاركسديل في الولايات المتحدة، وتوفي في 29 نوفمبر 2017 بسبب سرطان.

## وصلات خارجية
- روبرت ووكر على موقع ميوزك برينز (الإنجليزية)
- روبرت ووكر على موقع أول ميوزيك (الإنجليزية)
- روبرت ووكر على موقع ديسكوغز (الإنجليزية)